# エセキエル・パラシオス (バレーボール)
エセキエル・アルベルト・パラシオス（Ezequiel Alberto Palacios、1992年10月2日 - ）はアルゼンチンの男子バレーボール選手。ポジションはアウトサイドヒッター。アルゼンチン代表。

## 来歴
- クラブチーム

サン・マルティン出身。2009年、La Unión de Formosaへ入団し、バレーボール選手としてのキャリアをスタートさせる。同チームで7年間プレーした。2016/17シーズンにポーランドリーグのIndykpol AZS Olsztynへ移籍し、ポーランドPlusLigaで5位となった。2017/18シーズンはアルゼンチンのCiudad Voleyでプレーし、リーグ4位、アルゼンチンカップで優勝した。2018/19シーズンから2年間はイタリアセリエA1のTop Volley Cisternaでプレーした。2020/21シーズンからはフランスリーグのMontpellier Volleyでプレーしている。
- 代表チーム

2013年、アルゼンチン代表に初選出され、同年の南米選手権で銀メダルを獲得した。2015年、ワールドカップと2016年のリオデジャネイロ五輪に出場し5位となった。2018年のパンアメリカンカップでは金メダルを獲得し、自身もMVPとベストアウトサイドヒッター賞を受賞した。2019年のワールドカップでは攻守にチームを牽引し5位となった。2021年開催の東京2020オリンピックでは銅メダルを獲得した。

## 球歴
- オリンピック - 2016年、2021年
- 世界選手権 - 2022年
- ワールドカップ - 2015年、2019年
- ネーションズリーグ - 2018年、2019年、2021年、2022年
- ワールドリーグ - 2015年、2016年

## 受賞歴
- 2018年　パンアメリカンカップ　MVP、ベストアウトサイドヒッター賞

## 所属クラブ
- La Unión de Formosa（2009-2016年）
- Indykpol AZS Olsztyn（2016-2017年）
- Ciudad Voley（2017-2018年）
- Top Volley Cisterna（2018-2020年）
- Montpellier Volley（2020-）